# Jean-Pierre Mocky
Jean-Paul Adam Mokiejewski (Niza, 6 de julio de 1933-Ib., 8 de agosto de 2019), más conocido como Jean-Pierre Mocky, fue un actor, director de cine, guionista y productor de cine francés.

## Biografía
Debuta como actor en el cine y en el teatro. Tiene un papel en la pieza de teatro Les Casse-pieds (1948) de Jean Dréville, en las películas Orphée (1950) de Jean Cocteau o Le Gorille vous salue bien (1957) de Bernard Borderie. Pero es sobre todo en Italia que alcanza la fama con su papel en Los Vencidos de Michelangelo Antonioni.
Tras trabajar como becario a las órdenes de Luchino Visconti en la película Senso (1954) y de Federico Fellini en La strada (1954), escribe su primera película, La Tête contre les murs (1959) y ambiciona de filmarlo él mismo, pero el productor prefiere contratar al director Georges Franju. Mocky dirige su primera película el año siguiente con Les Dragueurs (1959). Desde entonces no paró de rodar.
En los años 1960 consigue seducir al público con comedias como Un drôle de paroissien (1963) o La Grande Lessive (!) (1968). Después de Mayo 68, se interesa por el género negro y rueda Solo (1969) en el que muestra un grupo de jóvenes terroristas de extrema izquierda, y L'Albatros (1971) que muestra la corrupción de la clase política.
Al principio, sus películas se dedicaron al levantamiento contra las restricciones impuestas por la sociedad. Más tarde será la farsa: en la película "Bonsoir", el indigente Alex (Michel Serrault) pretende ser un amante de la lesbiana Caroline (Claude Jade) para salvar su herencia contra sus parientes homofóbicos.
En los años 1980 vuelve a encontrar el éxito con una película que denuncia las derivas violentas de ciertos aficionados del fútbol, un año antes del drama del Heysel (À mort l'arbitre, 1984), y una comedia que denuncia las hipocresías alrededor de los peregrinajes de Lourdes (Le Miraculé, 1987). En los años 1990 y 2000, sus películas tienen menos éxito pero Jean-Pierre Mocky sigue rodando con el mismo entusiasmo.
Su cine, a menudo satírico y panfletario, se inspira de los sucesos sociales. Trabaja con muy pocos medios y rueda con rapidez. Dirigió a actores tan famosos como Bourvil (Un drôle de paroissien, La Cité de l'indicible peur, La Grande Lessive (!) y L'Étalon), Fernandel (La Bourse et la Vie), Michel Simon (L'Ibis rouge), Michel Serrault (doce películas entre las cuales Le Miraculé y À mort l'arbitre), Francis Blanche (cinco películas entre las cuales La Cité de l'indicible peur), Jacqueline Maillan (cinco películas), Jean Poiret (ocho films) y con las estrellas Catherine Deneuve (Agent trouble), Claude Jade (Bonsoir), Jane Birkin (Noir comme le souvenir), Jeanne Moreau (Le Miraculé) y Stéphane Audran (Les saisons du plaisir). 
En 2010 recibió el prix Henri-Langlois por el conjunto de su carrera y el prix Alphonse-Allais en 2013. El Festival International du film Entrevues de Belfort en 2012 y la Cinémathèque française en 2014 le dedicaron una retrospectiva integral.

## Filmografía como director
- 1959 : Les Dragueurs
- 1960 : Un couple (con aparición: el voyeur; y voz recitando)
- 1961 : Snobs ! (con aparición: un comerciante de caballos)
- 1962 : Les Vierges
- 1963 : Un drôle de paroissien (con aparición: el vagabundo con el cochecito)
- 1964 : La Grande Frousse, film llamado después La Cité de l'indicible peur
- 1965 : La Bourse et la Vie
- 1967 : Les Compagnons de la marguerite (con aparición: el hombre con gafas oscuras)
- 1968 : La Grande Lessive (!)
- 1970 : L'Étalon
- 1970 : Solo (y en el papel de Vincent Cabral)
- 1971 : L'Albatros (y en el papel de Stef Tassel)
- 1972 : Chut !
- 1973 : L'Ombre d'une chance (y en el papel de Mathias Caral)
- 1974 : Un linceul n'a pas de poches (y en el papel de Michel Dolannes)
- 1975 : L'Ibis rouge (y voz del periodista de la radio)
- 1976 : Le Roi des bricoleurs
- 1978 : Le Témoin
- 1979 : Le Piège à cons (y en el papel de Michel Rayan)
- 1982 : Litan : La Cité des spectres verts (y en el papel de Jock)
- 1982 : Y a-t-il un Français dans la salle ? (y voz recitando)
- 1983 : À mort l'arbitre (y en el papel del inspector Granowski)
- 1985 : Le Pactole
- 1986 : La Machine à découdre (y en el papel de Ralph Enger)
- 1987 : Le Miraculé (con aparición : el hombre de la diadema negra)
- 1987 : Agent trouble (y en el papel del agente de la DST)
- 1987 : Les Saisons du plaisir
- 1988 : Une nuit à l'Assemblée nationale
- 1988 : Divine Enfant (y en el papel de Aurélien Brada)
- 1990 : Il gèle en enfer (y en el papel de Tim)
- 1991 : Mocky Story
- 1991 : Ville à vendre (y en el papel de Shade)
- 1992 : Bonsoir
- 1993 : Le Mari de Léon (y en el papel de Boris Lassef)
- 1995 : Noir comme le souvenir
- 1997 : Robin des mers (y en el papel del padre de Mathieu)
- 1997 : Alliance cherche doigt
- 1998 : Vidange (y en el papel de Castellin)
- 1999 : Tout est calme (y en el papel de Lucas)
- 1999 : La Candide Madame Duff (y en el papel de Jacob Duff)
- 2000 : Le Glandeur (y en el papel de Bruno Bombec)
- 2001 : La Bête de miséricorde (y en el papel de Jean Mardet)
- 2002 : Les Araignées de la nuit (y en el papel del inspector Gordone)
- 2003 : Le Furet
- 2004 : Touristes ? Oh yes ! (con aparición : el taxista)
- 2004 : Les Ballets écarlates (y en el papel de Mathieu, el armero)
- 2005 : Grabuge !
- 2006 : Le Deal
- 2007 : Le Bénévole
- 2007 : 13 French Street
- 2011 : Les Insomniaques (y en el papel de Boris)
- 2011 : Crédit pour tous
- 2011 : Dossier Toroto (y en el papel de Lapine)
- 2012 : Le Mentor (y en el papel de Ludovic)
- 2012 : À votre bon cœur, mesdames (y en el papel de Christophe)
- 2013 : Dors mon lapin
- 2013 : Le Renard jaune
- 2014 : Le Mystère des jonquilles (y en el papel de Tarling)
- 2014 : Calomnies (y en papel de Armand)
- 2015 : Tu es si jolie ce soir (y en papel de Charles Willy)
- 2015 : Les Compagnons de la pomponette (y en el papel del ángel Léonard)
- 2015 : Monsieur Cauchemar (y en el papel de Valentin Esbirol)
- 2016 : Le Cabanon rose
- 2016 : Rouges étaient les lilas
- 2017 : Vénéneuses (y en el papel de Dick Grant)
- 2017 : Votez pour moi (y en el papel de Pascal, el ermitaño)
- 2019 : Tous flics ! (presentado a título póstumo en el Festival del Film Francófono de Angulema el 22 de agosto de 2022)